# 3318 Blixen
För andra betydelser, se Blixen.
3318 Blixen eller 1985 HB är en asteroid i huvudbältet som upptäcktes den 23 april 1985 av de danska astronomerna Karl Augustesen och Poul Jensen vid Brorfelde-observatoriet. Den är uppkallad efter den danska författaren Karen Blixen.
Asteroiden har en diameter på ungefär 22 kilometer och den tillhör asteroidgruppen Eos.